# Entradas
Entradas est une paroisse civile portugaise (en portugais : freguesia) de la municipalité de Castro Verde dans le district de Beja.

## Géographie
Entradas se trouve au nord-est de Castro Verde, sur la route de Beja.

## Démographie
Lors du recensement de 2021, Entradas compte 593 habitants.